# Куп Југославије у фудбалу 1966/67.
Куп Југославије у фудбалу 1966/67. је такмичење у коме је учествовало укупно 2335 екипа. У завршницу се пласирало 16 клубова (и то 7 из Србије, 4 из Хрватске, 2 из Босне и Херцеговине и по један клуб из Црне Горе, Македоније и Словеније).

## Осмина финала
| Утак. | Клуб, Место       | Резултат            | Клуб, Место           |
| ----- | ----------------- | ------------------- | --------------------- |
| 1.    | Динамо Загреб     | 0:1                 | Сарајево              |
| 2.    | Хајдук Сплит      | 1:0                 | Борово                |
| 3.    | Ријека            | 1:1 п.п. (4:5) пен. | Црвена звезда Београд |
| 4.    | ОФК Београд       | 1:2                 | Вардар Скопље         |
| 5.    | ОФК Титоград      | 1:3                 | Жељезничар Сарајево   |
| 6.    | Партизан Београд  | 2:0                 | Марибор               |
| 7.    | Пролетер Зрењанин | 2:1                 | Раднички Ниш          |
| 8.    | Раднички Београд  | 1:3                 | Напредак Крушевац     |

## Четрвртфинале
| Утак. | Клуб, Место         | Резултат | Клуб, Место           |
| ----- | ------------------- | -------- | --------------------- |
| 1.    | Партизан Београд    | 2:1      | Пролетер Зрењанин     |
| 2.    | Сарајево            | 2:0      | Напредак Крушевац     |
| 3.    | Вардар Скопље       | 1:0      | Црвена звезда Београд |
| 4.    | Жељезничар Сарајево | 0:1      | Хајдук Сплит          |

## Полуфинале
| Утак. | Клуб, Место  | Резултат            | Клуб, Место      |
| ----- | ------------ | ------------------- | ---------------- |
| 1.    | Хајдук Сплит | 0:0 п.п. (4:2) пен. | Вардар Скопље    |
| 2.    | Сарајево     | 1:0                 | Партизан Београд |

## Финале
| Утак. | Клуб, Место  | Резултат | Клуб, Место |
| ----- | ------------ | -------- | ----------- |
| 1.    | Хајдук Сплит | 2:1      | Сарајево    |

| Победник Купа Југославије у фудбалу 1966/67. |
| -------------------------------------------- |
| ХНК Хајдук Сплит 1. титула.                  |

| Домаћи клуб                              | Резултат | Гостујући клуб |
| ---------------------------------------- | --- | --- |
| Хајдук Сплит                             | 2 : 1 (1 : 0) | Сарајево |
| Датум                                    | 24. мај, 1967. | 24. мај, 1967. |
| Стадион                                  | Стадион под Марјаном, Сплит | Стадион под Марјаном, Сплит |
| Гледалаца                                | 15.000 | 15.000 |
| Судија                                   | Ладо Јакше (Љубљана) | Ладо Јакше (Љубљана) |
| НК Хајдук Сплит (тренер: Душан Ненковић) | Радомир Вукчевић, Милутин Фолић, Александар Ристић, Драган Слишковић, Винко Куци, Мирослав Бошковић, Иван Хлевњак, Петар Надовеза, Мирослав Ферић, Златомир Обрадов, Џемалудин Мушовић | Радомир Вукчевић, Милутин Фолић, Александар Ристић, Драган Слишковић, Винко Куци, Мирослав Бошковић, Иван Хлевњак, Петар Надовеза, Мирослав Ферић, Златомир Обрадов, Џемалудин Мушовић |
| ФК Сарајево (тренер: Мирослав Брозовић)  | Ибрахим Сирћо, Мирсад Фазлагић, Фуад Музуровић, Сеад Јесенковић, Миленко Бајић, Фахрудин Прљача, Бошко Продановић, Сретен Шиљкут, Вахидин Мусемић, Бошко Антић, Антон Мандић           | Ибрахим Сирћо, Мирсад Фазлагић, Фуад Музуровић, Сеад Јесенковић, Миленко Бајић, Фахрудин Прљача, Бошко Продановић, Сретен Шиљкут, Вахидин Мусемић, Бошко Антић, Антон Мандић           |
| Стрелци                                  | 1:0 Ферић 43', 2:0 Обрадов 52', 2:1 Мусемић 74' | 1:0 Ферић 43', 2:0 Обрадов 52', 2:1 Мусемић 74' |

## Резултати победника Купа Југославије 1966/67. уКупу победника купова 1967/68.
| Ранг      | Клуб         | Држава | укупан рез. | Држава   | Клуб             | 1. утак. | 2. утак. |
| --------- | ------------ | ------ | ----------- | -------- | ---------------- | -------- | -------- |
| Прво коло | Хајдук Сплит | СФРЈ   | 3:6         | Енглеска | Тотенхем хотспер | 0:2      | 3:4      |